# Magistrarna på sommarlov
Magistrarna på sommarlov är en  svensk långfilm från 1941 i regi av Schamyl Bauman. I huvudrollerna ses Alice Babs och Karl-Arne Holmsten. Filmen är en uppföljare till Swing it, magistern! från 1940.

## Handling
Alice Babs spelar skolflickan Inga Danell vars sommarlov just står för dörren. Men dessvärre har både Inga och hennes bror Acke underbetyg och tvingas tillbringa sommaren med att läsa upp dem. 
Rektorskan på deras skola har därför utsett sin son Göran att vara informator åt syskonen ute på Laxarö i Stockholms skärgård. Men Ingas och Ackes "informator"  blir istället Gösta som har övertygats av kompisen Göran att överta hans jobb. 
Gösta är tyvärr lika dålig i matematik som sin söta elev Inga, så istället blir det rektorn som får undervisa Inga i utbyte mot att hon lär honom sjunga swing. Det blir både studier, musicerande och svärmeri på Laxarö denna sommar.

## Om filmen
Filmen premiärvisades den 22 november 1941 på biograferna Astoria och Plaza i Stockholm. Inspelningen av filmen skedde i Stockholm med ateljéfilmning vid Sandrew-Ateljéerna och med exteriörbilder från Dalarö, Tyresö, Gustavsvik, Blasieholmskajen, och ombord på Waxholm I av filmfotografen Hilmer Ekdahl. Filmen har visats i SVT, bland annat 2003, 2013 och i februari 2020.

## Rollista i urval
- Alice Babs – Inga Danell
- Karl-Arne Holmsten – Gösta Holmgren
- Thor Modéen – Carl-Otto Löfbeck, adjunkt
- Carl Hagman – William Löfbeck, rektor
- Viran Rydkvist – Agda Löfbeck, rektorskan, Carl-Ottos syster
- John Botvid – Nicodemus "Nicke" Gustavsson, skolvaktmästare
- Dagmar Ebbesen – Hulda, Carl-Ottos hushållerska
- Marianne Aminoff – Anna-Lisa
- Åke Johansson – Axel "Acke" Danell, Ingas bror
- Åke Engfeldt – Göran Löfbeck, rektorsparets son
- Linnéa Hillberg – fru Danell, Ingas och Ackes mor
- Einar Axelsson – lektor Furubeck, lärare i franska
- Yngwe Nyquist – Albert Strömqvist, källarmästare på Laxarö Hotell
- Kaj Hjelm – en pojke på Laxarö
- Inger Sundberg – liten flicka vid bryggan
- Birthe Holmberg – Karin, en flicka på hotellrestaurangen
- Gudrun Brost – Elsa, servitris
- Margit Andelius – lärarinna
- Gunnel Wadner – restauranggäst
- Brita Borg – elev i skolkorridoren

## Musik i filmen (i urval)
- En liten smula kärlek, kompositör: Kai Gullmar, text: Hasse Ekman, sång: Alice Babs
- Under Sveriges blågula fana, kompositör: Kai Gullmar, text: Hasse Ekman, sång: kör
- Swing ändå, kompositör: Kai Gullmar, text: Hasse Ekman, sång: Alice Babs
- Pythagoras swing, kompositör: Kai Gullmar, text: Hasse Ekman, sång: Alice Babs
- Längtan, kompositör: Thore Ehrling, instrumental

## DVD
Filmen gavs ut på DVD 2008 och 2011.